# ۱۲۰ (فیلم)
«۱۲۰» (انگلیسی: 120 (film)) یک فیلم به کارگردانی Özhan Eren است که در سال ۲۰۰۸ منتشر شد. از بازیگران آن می‌توان به جانسل الچین و اوزگه اوزبرک اشاره کرد.